# Mansfield Point
Der Mansfield Point ist eine Landspitze an der Südküste von Coronation Island im Archipel der Südlichen Orkneyinseln. Sie markiert die Ostseite der Einfahrt zur Norway Bight.
Teilnehmer der britischen Discovery Investigations kartierten die Landspitze im Jahr 1933. Der Falkland Islands Dependencies Survey (FIDS) nahm zwischen 1948 und 1949 Vermessungen vor. Das UK Antarctic Place-Names Committee benannte sie am 31. März 1955 nach Arthur Walter Mansfield (1926–2020), Meteorologe des FIDS in Grytviken im Jahr 1952 und im Jahr darauf als Leiter der Station des FIDS auf Signy Island tätig.